# Lijst van voetbalinterlands Brazilië - Verenigde Staten
Deze lijst van voetbalinterlands is een overzicht van alle officiële voetbalwedstrijden tussen de nationale teams van Brazilië en de Verenigde Staten. De landen speelden tot op heden 21 keer tegen elkaar. De eerste ontmoeting was een vriendschappelijke wedstrijd op 17 augustus 1930 in Rio de Janeiro. Het laatste duel, eveneens een vriendschappelijke wedstrijd, werd gespeeld in Orlando op 12 juni 2024.

## Wedstrijden
| №  | Plaats          | Datum            | Competitie                   | Wedstrijd                   | Uitslag |
| -- | --------------- | ---------------- | ---------------------------- | --------------------------- | ------- |
| 1  | Rio de Janeiro  | 17 augustus 1930 | Vriendschappelijk            | Brazilië – Verenigde Staten | 4 – 3   |
| 2  | Seattle         | 23 mei 1976      | Vriendschappelijk            | Verenigde Staten − Brazilië | 0 − 2   |
| 3  | Fortaleza       | 26 februari 1992 | Vriendschappelijk            | Brazilië – Verenigde Staten | 3 – 0   |
| 4  | Los Angeles     | 2 augustus 1992  | Vriendschappelijk            | Verenigde Staten – Brazilië | 0 – 1   |
| 5  | New Haven       | 6 juni 1993      | Vriendschappelijk            | Verenigde Staten – Brazilië | 0 – 2   |
| 6  | San Francisco   | 4 juli 1994      | WK 1994                      | Brazilië – Verenigde Staten | 1 – 0   |
| 7  | Maldonado       | 20 juli 1995     | Copa América 1995            | Verenigde Staten – Brazilië | 0 – 1   |
| 8  | San Diego       | 18 januari 1996  | CONCACAF Gold Cup 1996       | Brazilië – Verenigde Staten | 1 – 0   |
| 9  | Los Angeles     | 10 februari 1998 | CONCACAF Gold Cup 1998       | Verenigde Staten – Brazilië | 1 – 0   |
| 10 | Guadalajara     | 28 juli 1999     | FIFA Confederations Cup 1999 | Brazilië – Verenigde Staten | 1 – 0   |
| 11 | Pasadena        | 3 maart 2001     | Vriendschappelijk            | Verenigde Staten – Brazilië | 1 – 2   |
| 12 | Lyon            | 21 juni 2003     | FIFA Confederations Cup 2003 | Brazilië – Verenigde Staten | 1 – 0   |
| 13 | Miami           | 23 juli 2003     | CONCACAF Gold Cup 2003       | Verenigde Staten – Brazilië | 1 – 2   |
| 14 | Chicago         | 9 september 2007 | Vriendschappelijk            | Verenigde Staten – Brazilië | 2 – 4   |
| 15 | Pretoria        | 18 juni 2009     | FIFA Confederations Cup 2009 | Verenigde Staten – Brazilië | 0 – 3   |
| 16 | Johannesburg    | 28 juni 2009     | FIFA Confederations Cup 2009 | Verenigde Staten – Brazilië | 2 – 3   |
| 17 | East Rutherford | 10 augustus 2010 | Vriendschappelijk            | Verenigde Staten – Brazilië | 0 – 2   |
| 18 | Washington D.C. | 30 mei 2012      | Vriendschappelijk            | Verenigde Staten – Brazilië | 1 – 4   |
| 19 | Foxborough      | 8 september 2015 | Vriendschappelijk            | Verenigde Staten − Brazilië | 1 − 4   |
| 20 | East Rutherford | 7 september 2018 | Vriendschappelijk            | Verenigde Staten − Brazilië | 0 − 2   |
| 21 | Orlando         | 12 juni 2024     | Vriendschappelijk            | Verenigde Staten − Brazilië | 1 − 1   |

## Samenvatting
| Competitie              | Totaal gespeeld | Winst Brazilië | Gelijk | Winst Verenigde Staten | Doelsaldo Brazilië – Verenigde Staten |
| ----------------------- | --------------- | -------------- | ------ | ---------------------- | ------------------------------------- |
| WK-eindronde            | 1               | 1              | 0      | 0                      | 1 − 0                                 |
| FIFA Confederations Cup | 4               | 4              | 0      | 0                      | 8 − 2                                 |
| CONCACAF Gold Cup       | 3               | 2              | 0      | 1                      | 3 − 2                                 |
| Copa América            | 1               | 1              | 0      | 0                      | 1 − 0                                 |
| Vriendschappelijk       | 12              | 11             | 1      | 0                      | 31 − 9                                |
| Totaal                  | 21              | 19             | 1      | 1                      | 44 − 13                               |

Wedstrijden bepaald door strafschoppen worden, in lijn met de FIFA, als een gelijkspel gerekend.

## Details

### Zesde ontmoeting
| WK 1994 (San Francisco, Verenigde Staten, 4 juli 1994): |       |                  |
| Brazilië                                                | 1 – 0 | Verenigde Staten |
| Bebeto 72'                                              | goals |                  |

### Zevende ontmoeting
| Copa América 1995 (Maldonado, Uruguay, 20 juli 1995): |       |                                 |
| Verenigde Staten                                      | 0 – 1 | Brazilië                        |
|                                                       | goals | 13' Aldair Santos do Nascimento |

### Negende ontmoeting
| CONCACAF Gold Cup 1998 (Los Angeles, Verenigde Staten, 10 februari 1998):    |       |          |
| Verenigde Staten                                                             | 1 – 0 | Brazilië |
| Predrag Radosavljević 65'                                                    | goals |          |
| - Honderdste interland van middenvelder Cobi Jones voor de Verenigde Staten. |       |          |

### Dertiende ontmoeting
| CONCACAF Gold Cup 2003 (Miami, Verenigde Staten, 23 juli 2003): |       |                            |
| Verenigde Staten                                                | 1 – 2 | Brazilië                   |
| Carlos Bocanegra 62'                                            | goals | 89' Kaká 100' (pen.) Diego |

### Vijftiende ontmoeting
| FIFA Confederations Cup 2009 (Pretoria, Zuid-Afrika, 18 juni 2009): |       |                                       |
| Verenigde Staten                                                    | 0 – 3 | Brazilië                              |
|                                                                     | goals | 7' Felipe Melo 20' Robinho 62' Maicon |

### Zestiende ontmoeting
| Finale FIFA Confederations Cup 2009 (Johannesburg, Zuid-Afrika, 28 juni 2009): |       |                                             |
| Verenigde Staten                                                               | 2 – 3 | Brazilië                                    |
| Clint Dempsey 10' Landon Donovan 27'                                           | goals | 46' Luís Fabiano 74' Luís Fabiano 84' Lúcio |